# Minancora
A Pomada Minancora é o nome comercial do composto associação cloreto de benzalcônio/óxido de zinco/cânfora. É um produto farmacêutico tradicional no mercado brasileiro.

## História

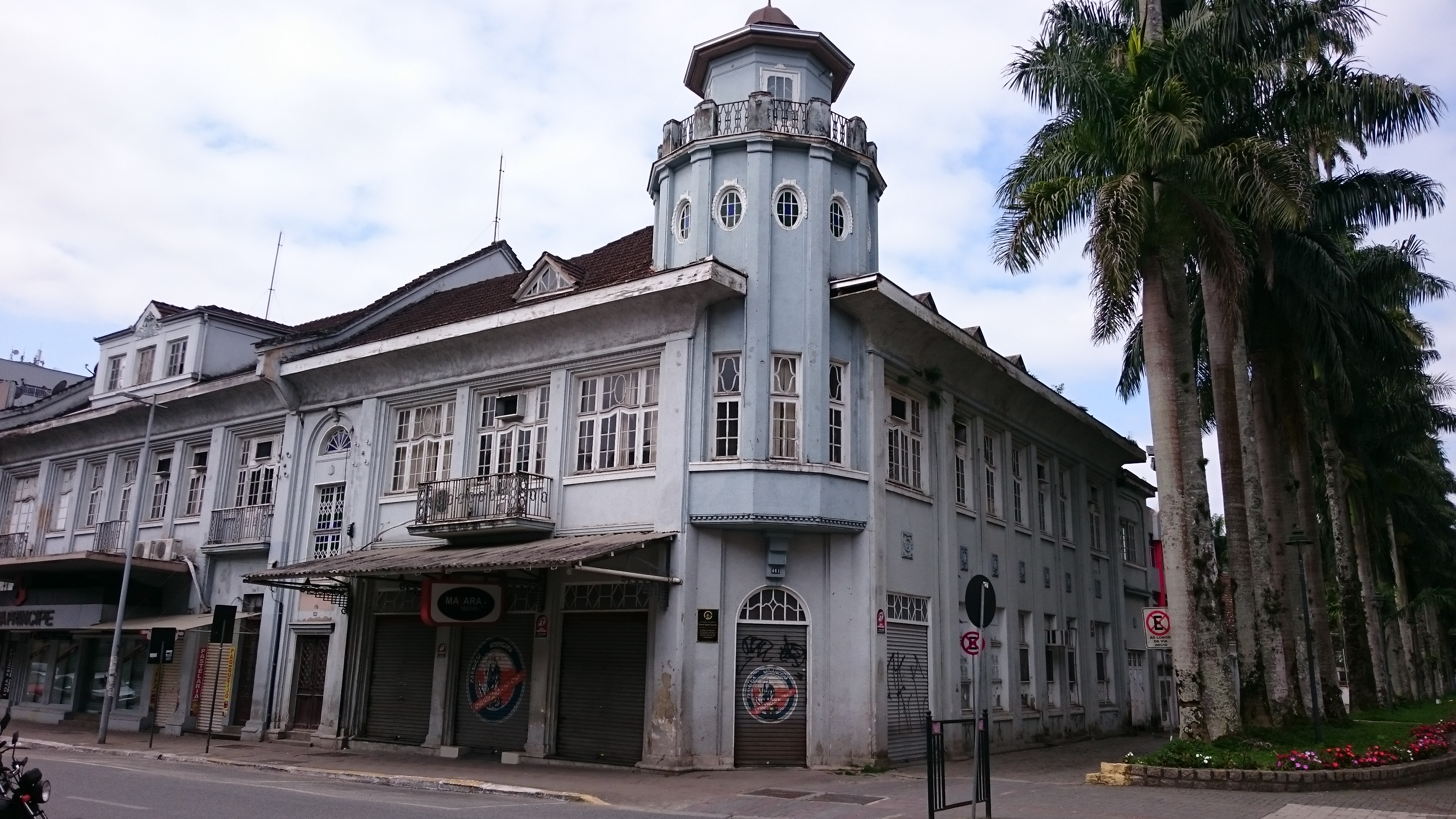

A sua fórmula foi desenvolvida no Brasil, no início do século XX, mais precisamente em 1912, quando o farmacêutico português Eduardo Augusto Gonçalves começou sua fabricação caseira, batizando a pomada de Minancora. Tratava-se da junção dos nomes Minerva, deusa romana da sabedoria, e âncora, palavra cujo sentido remetia a permanência definitiva do seu criador, de origem portuguesa, no Brasil. Em 1915, sua fórmula foi registrada na então Diretoria Geral de Saúde Pública, que passaria a se chamar Departamento Nacional de Saúde Pública em 1920, órgãos da época responsável pelos serviços de saúde no Brasil, por onde passaram  os sanitaristas Carlos Chagas e Oswaldo Cruz. A Farmácia e Laboratório Minâncora tiveram sua primeira sede na Rua do Príncipe, 461, em Joinvile, Santa Catarina. O prédio de dois andares onde durante anos funcionou a farmácia é patrimônio histórico-cultural joinvilense. Atualmente, os produtos são fabricados em Pirabeiraba e distribuídos pela Sanofi Aventis.

## Fórmula e usos
O produto é uma pomada à base de cloreto de benzalcônio, óxido de zinco e cânfora. O Óxido de Zinco, também presente em outros produtos dermatológicos famosos, como o Hipoglós, é um ativo adstringente com ação antisséptica. O Cloreto de Benzalcônio é também antisséptico, bactericida e descongestionante nasal. A cânfora tem ação analgésica suave, antisséptica, antipruriginosa e rubefaciente (tem ação irritante que aumenta a circulação local e dissipa processos inflamatórios). 
Com base nos ativos, percebe-se que a pomada é indicada principalmente como antisséptica e cicatrizante, mas é indicada para o tratamento de doenças de pele como espinhas, frieiras, escaras. É utilizada ainda como auxiliar no tratamento de picadas de mosquitos, urticárias e pequenos ferimentos superficiais. Previne os odores desagradáveis das axilas e dos pés, o ressecamento da pele ocasionado pelo sol, frio ou poeira e as lesões do barbear. Com todas essas indicações, a minancora sempre teve seu uso mais popular mesmo para combater espinhas, para frieiras, e como desodorante para os pés e axilas, graças ao forte aroma da cânfora.